# Gran Premio de Alemania de Motociclismo de 1992
El Gran Premio de Alemania de Motociclismo de 1992 fue la séptima prueba de la temporada 1992 del Campeonato Mundial de Motociclismo. El Gran Premio se disputó el 14 de junio de 1992 en el circuito de Hockenheim.

## Resultados 500cc
Retorno a la victoria del australiano Michael Doohan que se había impuesto en las primeras cuatro carreras del año. Por detrás, el estadounidense Kevin Schwantz y el también australiano Wayne Gardner. En este punto de la temporada, la ventaja de Doohan sobre el segundo, Schwantz, es de 53 puntos.
| 1        | Mick Doohan         | Rothmans Honda Team               | Honda         | 35:57.895 | 20 |
| 2        | Kevin Schwantz      | Lucky Strike Suzuki               | Suzuki        | +24.626   | 15 |
| 3        | Wayne Gardner       | Rothmans Kanemoto Honda           | Honda         | +35.765   | 12 |
| 4        | Àlex Crivillé       | Campsa Honda Team                 | Honda         | +35.943   | 10 |
| 5        | John Kocinski       | Marlboro Team Roberts             | Yamaha        | +36.065   | 8  |
| 6        | Eddie Lawson        | Cagiva Team Agostini              | Cagiva        | +36.646   | 6  |
| 7        | Alex Barros         | Cagiva Team Agostini              | Cagiva        | +37.920   | 4  |
| 8        | Doug Chandler       | Lucky Strike Suzuki               | Suzuki        | +38.204   | 3  |
| 9        | Juan Garriga        | Ducados Yamaha                    | Yamaha        | +42.263   | 2  |
| 10       | Peter Goddard       | Valvoline Team WCM                | ROC Yamaha    | +1:10.185 | 1  |
| 11       | Miguel Duhamel      | Yamaha Motor Banco                | Yamaha        | +1:15.276 |    |
| 12       | Juan Lopez Mella    | Nivea For Men Team                | ROC Yamaha    | +1:36.493 |    |
| 13       | Dominique Sarron    | Team ROC Banco                    | ROC Yamaha    | +1:37.457 |    |
| 14       | Michael Rudroff     | Rallye Sport                      | Harris Yamaha | +1:37.802 |    |
| 15       | Eddie Laycock       | Milla Racing                      | Yamaha        | +1:38.940 |    |
| 16       | Kevin Mitchell      | MBM Racing                        | Harris Yamaha | +1 Vuelta |    |
| 17       | Simon Buckmaster    | Padgett's Motorcycles             | Harris Yamaha | +1 Vuelta |    |
| 18       | Nicholas Schmassman | Uvex Racing Team                  | ROC Yamaha    | +1 Vuelta |    |
| 19       | Cees Doorakkers     | HEK Racing Team                   | Harris Yamaha | +1 Vuelta |    |
| 20       | Josef Doppler       | Uvex Racing Team                  | ROC Yamaha    | +1 Vuelta |    |
| 21       | Peter Graves        | Peter Graves Racing Team          | Harris Yamaha | +1 Vuelta |    |
| 22       | Lucio Pedercini     | Paton Grand Prix                  | Paton         | +1 Vuelta |    |
| Ret      | Serge David         | Team ROC Banco                    | ROC Yamaha    | Ret       |    |
| Ret      | Thierry Crine       | Ville de Paris                    | ROC Yamaha    | Ret       |    |
| Ret      | Marco Papa          | Librenti Corse                    | Librenti      | Ret       |    |
| Ret      | Claude Arciero      | Arciero Racing Team               | ROC Yamaha    | Ret       |    |
| Ret      | Toshiyuki Arakaki   | Team ROC Banco                    | ROC Yamaha    | Ret       |    |
| Ret      | Randy Mamola        | Budweiser Team/Global Motorsports | Yamaha        | Ret       |    |
| Ret      | Niall Mackenzie     | Yamaha Motor Banco                | Yamaha        | Ret       |    |
| Ret      | Wayne Rainey        | Marlboro Team Roberts             | Yamaha        | Ret       |    |
| Ret      | Corrado Catalano    | KCS International                 | ROC Yamaha    | Ret       |    |
| DNQ      | Andreas Leuthe      | VRP Racing Team                   | VRP           | DNQ       |    |
| Sources: |                     |                                   |               |           |    |

## Resultados 250cc
Por primera vez en el Mundial, el podio está formado por tres pilotos de Aprilia y todos ellos italianos. Ganó Pierfrancesco Chili, por delante de Max Biaggi y Loris Reggiani. En la general, sigue destacado Luca Cadalora, que con su cuarto puesto, aventaja en 50 puntos a Reggiani.
| Pos. | Piloto                    | Moto    | Tiempo    | Pts. |
| ---- | ------------------------- | ------- | --------- | ---- |
| 1    | Pierfrancesco Chili       | Aprilia | 34.00.719 | 20   |
| 2    | Max Biaggi                | Aprilia | 34.01.224 | 15   |
| 3    | Loris Reggiani            | Aprilia | 34.01.736 | 12   |
| 4    | Luca Cadalora             | Honda   | 34.22.168 | 10   |
| 5    | Masahiro Shimizu          | Honda   | 34.27.166 | 8    |
| 6    | Alberto Puig              | Aprilia | 34.36.538 | 6    |
| 7    | Nobuyuki Wakai            | Suzuki  | 34.43.697 | 4    |
| 8    | Herri Torrontegui         | Suzuki  | 34.43.884 | 3    |
| 9    | Loris Capirossi           | Honda   | 34.47.074 | 2    |
| 10   | Bernd Kassner             | Aprilia | 34.47.466 | 1    |
| 11   | Andreas Preining          | Aprilia | 34.51.700 |      |
| 12   | Jochen Schmid             | Yamaha  | 34.59.209 |      |
| 13   | Carlos Lavado             | Gilera  | 35.10.421 |      |
| 14   | Patrick van den Goorbergh | Aprilia | 35.12.648 |      |
| 15   | Harald Eckl               | Aprilia | 35.12.903 |      |
| 16   | Katsuyoshi Kozono         | Honda   | 35.13.159 |      |
| 17   | Adi Stadler               | Honda   | 35.13.857 |      |
| 18   | Bernard Haenggeli         | Aprilia | 35.13.913 |      |
| 19   | Frédéric Protat           | Aprilia | 35.20.611 |      |
| 20   | Luis d'Antín              | Honda   | 35.20.736 |      |
| 21   | Yves Briguet              | Honda   | 35.21.251 |      |
| 22   | Jean Pierre Jeandat       | Honda   | 35.21.974 |      |
| 23   | Erkka Korpiaho            | Aprilia | 35.50.543 |      |
| 24   | Evren Bischoff            | Aprilia | 35.54.599 |      |
| 25   | Volker Bähr               | Honda   | 35.54.941 |      |
| 26   | Michele Gallina           | Yamaha  | 35.54.994 |      |
| 27   | Bernard Cazade            | Honda   | 35.55.041 |      |
| 28   | Renzo Colleoni            | Yamaha  | 1 Vuelta  |      |
| Ret  | Jurgen van den Goorbergh  | Aprilia | Ret       |      |
| Ret  | Eskil Suter               | Aprilia | Ret       |      |
| Ret  | Adrian Bosshard           | Honda   | Ret       |      |
| Ret  | Jean-Philippe Ruggia      | Gilera  | Ret       |      |
| Ret  | Stefan Prein              | Honda   | Ret       |      |
| Ret  | Helmut Bradl              | Honda   | Ret       |      |
| Ret  | Paolo Casoli              | Yamaha  | Ret       |      |
| Ret  | Doriano Romboni           | Honda   | Ret       |      |
| DNS  | Carlos Cardús             | Honda   | DNS       |      |

## Resultados 125cc
El piloto italiano Bruno Casanova obtiene su primera victoria en el Mundial, precediendo a otro italiano Fausto Gresini y al alemán Ralf Waldmann. Este último sigue liderando la general por delante de Gianola y Gresini.
| Pos. | Piloto               | Moto      | Tiempo    | Pts. |
| ---- | -------------------- | --------- | --------- | ---- |
| 1    | Bruno Casanova       | Aprilia   | 35.10.817 | 20   |
| 2    | Fausto Gresini       | Honda     | 35.10.906 | 15   |
| 3    | Ralf Waldmann        | Honda     | 35.11.125 | 12   |
| 4    | Gabriele Debbia      | Honda     | 35.11.247 | 10   |
| 5    | Ezio Gianola         | Honda     | 35.11.460 | 8    |
| 6    | Dirk Raudies         | Honda     | 35.11.700 | 6    |
| 7    | Alessandro Gramigni  | Aprilia   | 35.11.994 | 4    |
| 8    | Stefan Kurfiss       | Honda     | 35.35.476 | 3    |
| 9    | Nobuyuki Wakai       | Honda     | 35.35.548 | 2    |
| 10   | Carlos Giró          | Aprilia   | 35.36.014 | 1    |
| 11   | Hisashi Unemoto      | Honda     | 35.36.257 |      |
| 12   | Hans Spaan           | Aprilia   | 36.01.558 |      |
| 13   | Julián Miralles      | Honda     | 36.01.646 |      |
| 14   | Alfred Waibel        | Honda     | 36.02.236 |      |
| 15   | Giovanni Palmieri    | Gazzaniga | 36.02.348 |      |
| 16   | Kin'ya Wada          | Honda     | 36.02.479 |      |
| 17   | Luis Álvaro          | JJ Cobas  | 36.02.740 |      |
| 18   | Maurizio Vitali      | Gazzaniga | 36.02.897 |      |
| 19   | Takao Shimizu        | Honda     | 36.03.058 |      |
| 20   | Manuel Hernández     | Aprilia   | 36.03.181 |      |
| 21   | Loek Bodelier        | Honda     | 36.03.579 |      |
| 22   | Steve Patrickson     | Honda     | 36.26.445 |      |
| 23   | Robin Appleyard      | Honda     | 36.27.206 |      |
| 24   | Oliver Köhlinger     | Honda     | 36.27.578 |      |
| 25   | Arie Molenaar        | Aprilia   | 36.27.781 |      |
| Ret  | Oliver Koch          | Honda     | Ret       |      |
| Ret  | Oliver Petrucciani   | Honda     | Ret       |      |
| Ret  | Maik Stief           | Aprilia   | Ret       |      |
| Ret  | Kazuto Sakata        | Honda     | Ret       |      |
| Ret  | Peter Galvin         | Honda     | Ret       |      |
| Ret  | Hubert Abold         | Honda     | Ret       |      |
| Ret  | Alain Bronec         | Honda     | Ret       |      |
| Ret  | Jorge Martínez Aspar | Honda     | Ret       |      |
| Ret  | Peter Öttl           | Rotax     | Ret       |      |
| Ret  | Noboru Ueda          | Honda     | Ret       |      |